# Стобыховка
Стобыховка (укр. Стобихівка) — село в Сошичненской сельской общине Камень-Каширского района Волынской области Украины.

## История
В июле 1995 года Кабинет министров Украины утвердил решение о приватизации находившегося здесь совхоза.
Население по переписи 2001 года составляло 908 человек.